# Respendial
Respendial (fallecido poco antes del 418) fue un rey alano durante las primeras décadas del siglo V. Junto a Goar, dirigió a los alanos en el histórico cruce del Rin protagonizado por esta tribu irania junto a los vándalos y suevos en el cambio del año 406 al 407. Mientras que Goar y sus seguidores se pusieron al servicio del Imperio romano de Occidente, Respendial y los suyos continuaron, junto a las otras tribus, saqueando la Galia e Hispania.

## El cruce del Rin y pillaje en la Galia

Migración de los vándalos, suevos y alanos hacia el Rin.

En el cambio de año del 406 al 407, un conglomerado de tribus germánicas cruzó un helado río Rin, se supone, a la altura de Mogontiacum. Junto a ellos  también entró en el territorio romano una tribu irania: los alanos. Según las descripciones que nos han llegado de este suceso, los alanos tuvieron que estar dirigidos por dos líderes: Respendial y Goar.
Antes de llegar al río, los vándalos fueron atacados por los foederati francos que ayudaban en la defensa fronteriza. La batalla se inclinó a favor de estos y el rey vándalo murió en el combate. Solo la decisiva actuación de los alanos de Respendial evitó la derrota y permitió a los invasores continuar su camino dentro de la Galia.
La diócesis romana sufrió durante tres años el saqueo por estas tribus. Fueron atacadas unas veinticuatro ciudades y la devastación llegó desde Turnaco (Tournai), en el norte hasta Baeterrae (Béziers), situada en el sur.

## Los alanos en Hispania

Tras entrar en Hispania y saquearla junto a los vándalos y suevos, los alanos se asentaron en las provincias de Lusitania y Cartaginense.

En el año 409, los alanos entraron en Hispania junto a los vándalos y suevos. Allí continuaron con su pillaje durante dos años hasta que alcanzaron un acuerdo con los hispanorromanos para repartirse la diócesis: los suevos y vándalos asdingos compartieron Gallaecia; los vándalos silingos obtuvieron la Bética y los alanos se quedaron con la provincias de Lusitania y Cartaginense. El hecho de que los alanos recibiesen, con diferencia, el mayor territorio, ha llevado a pensar que eran la fuerza dominante de la coalición de pueblos bárbaros que entraron en la península. También se ha considerado que, al recibir dos provincias, los alanos se dividieron en dos tribus: los asentados en Lusitania dirigidos por Ataces y los de la Cartaginense, gobernados por Respendial. Su asentamiento se realizó sobre la base de la hospitalitas mediante la cual, los invasores recibieron de los propietarios romanos una parte significativa de los ingresos que les proporcionaban sus tierras. A cambio, ofrecían «protección» frente a posibles ataques de saqueadores o invasores.
Los alanos y los vándalos se ofrecieron, sin éxito, a Honorio para convertirse en foederati y luchar al lado del Imperio. El general Flavio Constancio, quien acababa de reducir a los visigodos asentados en la Galia, envió a estos a la península donde, después de dos años de guerra, consiguieron vencer a los vándalos silingos de la Bética  —capturando a su rey— y a los alanos de Lusitania —matando a su líder Ataces— en el 418. Los alanos de la Cartaginense, por su parte, fueron reducidos por los vándalos asdingos de Gallaecia quienes, parece, que habrían llegado a algún tipo de alianza con las autoridades romanas. Después de estos ataques, los alanos supervivientes optaron por unirse a los asdingos cuyo rey, Gunderico, pasó a denominarse «rey de los vándalos y alanos» (Rex Wandalorum Et Alanorum).

## Abdicación y sucesión
Las fuentes clásicas no nombran a Respendial durante el periodo en la península ibérica. El siguiente rey alano al que citan es Ataces cuando indican su muerte por los visigodos. Este hecho, unido a que los alanos recibieran dos las provincias hispanas, ha llevado a dos interpretaciones sobre la sucesión de Respendial. Una teoría considera que Respendial fue sucedido en algún momento por Ataces hasta que este murió y los alanos se unieron a Gunderico. La alternativa, considera que Respendial y Ataces convivieron en el tiempo y gobernaron cada uno a una rama separada de alanos (los asentados en Bética y los de Cartaginense) hasta que las derrotas militares llevaron a este pueblo a unirse a los asdingos.